# Молоковский сельский округ (Московская область)
Молоковский сельский округ — упразднённая административно-территориальная единица, существовавшая на территории Ленинского района Московской области в 1994—2006 годах.
Ирининский сельсовет был образован в первые годы советской власти. По данным 1919 года он входил в состав Островской волости Подольского уезда Московской губернии.
В 1926 году Ирининский с/с включал 1 населённый пункт — село Ирининское.
В 1929 году Ирининский с/с был отнесён к Ленинскому району Московского округа Московской области.
20 июня 1934 года село Ирининское было переименовано в Молоково, а Ирининский с/с — в Молоковский сельсовет.
21 августа 1936 года к Молоковскому с/с был присоединён Дальне-Прудищинский сельсовет.
14 июня 1954 года к Молоковскому с/с был присоединён Андреевский с/с.
22 июля 1958 года к Молоковскому с/с был присоединён Островский с/с.
28 июля 1960 года Ленинский район был упразднён, а на части его территории был образован Ульяновский район, в состав которого вошёл и Молоковский с/с.
1 февраля 1963 года Ульяновский район был упразднён и Молоковский с/с вошёл в Ленинский сельский район. 11 января 1965 года Молоковский с/с был возвращён в восстановленный Ленинский район.
3 февраля 1994 года Молоковский с/с был преобразован в Молоковский сельский округ.
23 ноября 1994 года в Молоковском с/о была упразднена деревня Витовка.
В ходе муниципальной реформы 2004—2005 годов Молоковский сельский округ прекратил своё существование как муниципальная единица. При этом все его населённые пункты были переданы в сельское поселение Молоковское.
29 ноября 2006 года Молоковский сельский округ исключён из учётных данных административно-территориальных и территориальных единиц Московской области.